# 歷卡斯·贊臣
歷卡斯·贊臣（Niclas Jensen，1974年8月17日—）是一名前丹麥足球運動員，擔任左後衛，現已退役並轉任球員經理人。歷卡斯·贊臣代表丹麥國家足球隊上陣超過60場，並曾出席2002年世界盃足球賽和2004年歐洲足球錦標賽兩項大賽。他是現役國腳丹尼爾·贊臣的兄長。

## 榮譽
PSV燕豪芬
- 荷蘭甲組聯賽 冠軍: 1996-97

哥本哈根
- 丹麥足球超級聯賽 冠軍: 2000-01, 2006-07, 2008-09
- 丹麥盃 冠軍: 2009

個人
- 1995年丹麥最佳年青球員(21歲以下) [1]

## 外部連結
- 丹麥國家隊 歷卡斯·贊臣檔案 （页面存档备份，存于）
- 哥本哈根  歷卡斯·贊臣檔案
- 足球数据库：歷卡斯·贊臣的球员统计数据
- fussballdaten.de 歷卡斯·贊臣數據 （页面存档备份，存于）
- National Football Teams 歷卡斯·贊臣數據 （页面存档备份，存于）